# سیارک ۱۵۴۹۳۸
سیارک ۱۵۴۹۳۸ (به انگلیسی: 154938 Besserman، نامگذاری:2004TX49)۱۵۴۹۳۸مین سیارک کشف شده‌است که در ۰۴ اکتبر ۲۰۰۴ کشف شد.